# Vojaška znanstvena fantastika
Vojaška znanstvena fantastika je podzvrst znanstvene fantastike, ki se osredotoča na obravnavo različnih vidikov vojskovanja v prihodnosti. Razširjena je predvsem v Združenih državah Amerike in po eni strani odraža ljubezen tamkajšnjega občinstva do melodramatičnosti, za katero je veliko priložnosti v opisovanju namišljenih vojaških spopadov, po mnenju nekaterih pa tudi agresivnost, ki je močno zakoreninjena v ameriški kulturi.
Podzvrst se je razvila iz melodramatičnega pretiravanja vesoljske opere, ki ji je izbruh korejske vojne dal bolj realistično oporo za opisovanje taktike in orožij, pa tudi etičnih in moralnih vprašanj. Slednji vidik je kasneje pridobil na pomenu, vzporedno s siceršnjo javno razpravo o udeležbi ameriške vojske v vietnamski vojni in tudi v znanstveni fantastiki se je izrazila polarizacija mnenj. Mnogi pisatelji so uporabili lastne vojaške izkušnje kot izhodišče za obravnavo družbenih tem, vojaštvo so bodisi poveličevali (najbolj znan predstavnik je Robert A. Heinlein, ki je v romanu Vesoljski bojevniki iz leta 1959 razvijal tezo, da bi morala biti vojaška služba pogoj za polnopravno državljanstvo), bodisi so izpostavljali nesmiselnost in uničevalnost totalne vojne. Tak je denimo  Joe Haldeman s svojim romanom The Forever War (1974), znan pa je tudi roman Bill, heroj galaksije (1965) avtorja Harrya Harrisona, ki ga lahko razumemo kot parodičen protivojni odgovor na Vesoljske bojevnike.